# Dimorphanthera umbellata
Dimorphanthera umbellata är en ljungväxtart som beskrevs av Herbert Fuller Wernham. Dimorphanthera umbellata ingår i släktet Dimorphanthera och familjen ljungväxter. Inga underarter finns listade i Catalogue of Life.